# Aigars Apinis
Aigars Apinis (9 de junio de 1973) es un deportista letón que compite en atletismo adaptado. Ganó diez medallas en los Juegos Paralímpicos de Verano entre los años 2000 y 2024.

## Palmarés internacional
| Juegos Paralímpicos | Juegos Paralímpicos     | Juegos Paralímpicos | Juegos Paralímpicos |
| Año                 | Lugar                   | Medalla             | Prueba              |
| ------------------- | ----------------------- | ------------------- | ------------------- |
| 2000                | Sídney (Australia)      | Medalla de bronce   | Disco F52           |
| 2000                | Sídney (Australia)      | Medalla de bronce   | Peso F52            |
| 2004                | Atenas (Grecia)         | Medalla de oro      | Disco F52           |
| 2008                | Pekín (China)           | Medalla de oro      | Disco F33/34/52     |
| 2008                | Pekín (China)           | Medalla de plata    | Peso F33/34/52      |
| 2012                | Londres (Reino Unido)   | Medalla de oro      | Peso F52/53         |
| 2012                | Londres (Reino Unido)   | Medalla de plata    | Disco F51-53        |
| 2016                | Río de Janeiro (Brasil) | Medalla de oro      | Disco F52           |
| 2020                | Tokio (Japón)           | Medalla de bronce   | Disco F52           |
| 2024                | París (Francia)         | Medalla de plata    | Disco F52           |